# (1362) Griqua
Pour les articles homonymes, voir Griqua.
(1362) Griqua est un astéroïde situé dans la partie externe de la ceinture principale et nommé d'après la population africaine des Griquas.
Cet objet a donné son nom à la famille d'astéroïdes dite groupe de Griqua.